# Ascleranoncodes sulawesianus
Ascleranoncodes sulawesianus es una especie de coleóptero de la familia Oedemeridae.

## Distribución geográfica
Habita en Indonesia.